# マノエウ・メシアス・シウヴァ・カルヴァーリョ
マノエウ（Manoel）ことマノエウ・メシアス・シウヴァ・カルヴァーリョ（ポルトガル語: Manoel Messias Silva Carvalho、1990年2月26日 - ）は、ブラジルのサッカー選手。ポジションはDF。

## クラブ歴
2009年にアトレチコ・パラナエンセのトップチームに昇格し、2014年にクルゼイロECに移籍した。

## タイトル

### クラブ
アトレチコ・パラナエンセ
- カンピオナート・パラナエンセ：2009

クルゼイロ
- カンピオナート・ブラジレイロ・セリエA：2014

### 個人
- セレソン・ド・ブラジレイロン：2013